# Piotr Adamski (model)
Piotr Paweł Adamski (ur. 25 czerwca 1984 w Bydgoszczy) – polski model i przedsiębiorca, który zyskał popularność dzięki zostaniu „polskim hydraulikiem”.

## Wykształcenie
Podczas nauki w szkole podstawowej często otrzymywał stypendium z matematyki, a od piątej klasy szkoły podstawowej uczęszczał na indywidualny tok nauczania tego przedmiotu z powodu posiadania wiedzy matematycznej wykraczającej ponad poziom klasy. Później uczęszczał do I Liceum Ogólnokształcącego im. Cypriana Kamila Norwida w Bydgoszczy. Ukończył studium z turystyki i hotelarstwa oraz studia w Szkole Głównej Handlowej w Warszawie.

## Kariera w mediach
W 2005 wziął udział w sesji zdjęciowej dla Polskiej Organizacji Turystycznej, która zamieściła na stronie internetowej Polskiego Ośrodka Informacji Turystycznej w Paryżu plakat „polskiego hydraulika”, zapraszającego Francuzów do odwiedzenia Polski hasłem: „Je reste en Pologne, venez nombreux” (pol. Zostaję w Polsce, przyjeżdżajcie licznie). Udział w kampanii zapewnił mu rozpoznawalność we Francji i Polsce, a o plakacie z jego wizerunkiem pisało wiele światowych magazynów, takich jak m.in. „Financial Times”, „Liberation”, „Corriere della Sera” i „Daily Telegraph”, a także polskie czasopisma, takie jak m.in. „Rzeczpospolita”, „Gazeta Wyborcza”, „Wprost” i „Super Express”. Jesienią wziął udział w drugiej edycji programu rozrywkowego TVN Taniec z gwiazdami.
Wystąpił w kampaniach reklamowych: udrożniaczy do rur Kret (2006), firmy Farouk Systems dystrybuującej kosmetyki do włosów (2008) oraz producenta armatury łazienkowej Valvex (2008).
Równolegle z karierą modela zajął się pracą jako przedsiębiorca i doradca kredytowy. Z czasem zrezygnował z kariery modela. W 2020 powrócił do fotomodelingu, od tamtej pory m.in. wystąpił w kampanii społecznej Ministerstwa Zdrowia pod hasłem „Planuję długie życie” i spocie reklamowym platformy zakupowej ERLI, a także zaczął pracować jako fotomodel plus size.